# إيوكراتيدس الأول
إيوكراتيدس الأول هو ملك من الملوك الهنود الإغريق، والذي حكم في الفترة ما بين سنتي 172/171-145 سنة قبل الميلاد، وتمكن من خلع ديميتريوس الثاني الهندي عن الحكم.
كان ابنه هليوكليس الأول آخر ملك إغريقي حكم في بختريا، قبل أن يسيطر اليوجيون على البلاد حوالي سنة 120 قبل الميلاد.